# Éric Chenut
 (mars 2022).
 (mars 2022).
La mise en forme du texte ne suit pas les recommandations de Wikipédia : il faut le « wikifier ».
Les points d'amélioration suivants sont les cas les plus fréquents. Le détail des points à revoir est peut-être précisé sur la page de discussion.
- Les titres sont pré-formatés par le logiciel. Ils ne sont ni en capitales, ni en gras.
- Le texte ne doit pas être écrit en capitales (les noms de famille non plus), ni en gras, ni en italique, ni en « petit »…
- Le gras n'est utilisé que pour surligner le titre de l'article dans l'introduction, une seule fois.
- L'italique est rarement utilisé : mots en langue étrangère, titres d'œuvres, noms de bateaux, etc.
- Les citations ne sont pas en italique mais en corps de texte normal. Elles sont entourées par des guillemets français : « et ».
- Les listes à puces sont à éviter, des paragraphes rédigés étant largement préférés. Les tableaux sont à réserver à la présentation de données structurées (résultats, etc.).
- Les appels de note de bas de page (petits chiffres en exposant, introduits par l'outil «  Source ») sont à placer entre la fin de phrase et le point final[comme ça].
- Les liens internes (vers d'autres articles de Wikipédia) sont à choisir avec parcimonie. Créez des liens vers des articles approfondissant le sujet. Les termes génériques sans rapport avec le sujet sont à éviter, ainsi que les répétitions de liens vers un même terme.
- Les liens externes sont à placer uniquement dans une section « Liens externes », à la fin de l'article. Ces liens sont à choisir avec parcimonie suivant les règles définies. Si un lien sert de source à l'article, son insertion dans le texte est à faire par les notes de bas de page.
- La présentation des références doit suivre les conventions bibliographiques. Il est recommandé d'utiliser les modèles {{Ouvrage}}, {{Chapitre}}, {{Article}}, {{Lien web}} et/ou {{Bibliographie}}. Le mode d'édition visuel peut mettre en forme automatiquement les références.
- Insérer une infobox (cadre d'informations à droite) n'est pas obligatoire pour parachever la mise en page.

Pour une aide détaillée, merci de consulter Aide:Wikification.
Si vous pensez que ces points ont été résolus, vous pouvez retirer ce bandeau et améliorer la mise en forme d'un autre article.
 (novembre 2022).
Il peut être nécessaire de l'améliorer pour respecter le principe de neutralité de point de vue. Veuillez consulter la page de discussion pour plus de détails.

 (novembre 2022).
Si vous disposez d'ouvrages ou d'articles de référence ou si vous connaissez des sites web de qualité traitant du thème abordé ici, merci de compléter l'article en donnant les références utiles à sa vérifiabilité et en les liant à la section « Notes et références ».
Pour les articles homonymes, voir Chenut.
Éric Chenut, né le 16 février 1973 à Nancy, préside la Fédération nationale de la mutualité française depuis le 5 octobre 2021. Juriste de formation, il est attaché d’administration de l’État depuis 2002. Engagé dans le mouvement mutualiste depuis ses 20 ans, Il a fait carrière au sein de la Mutuelle générale de l'Éducation nationale (MGEN) puis du groupe VYV.

## Parcours et formation
Diplômé de l'Université Nancy 2, Eric Chenut a obtenu un DEA de droit en sciences juridiques européennes et histoire du droit en 1996, après une maitrise en « Carrières judiciaires ".  
Éric Chenut a participé à la fondation en 2000 de La Mutuelle des étudiants (LMDE), il en sera le premier président de 2000 à 2001.   
Il rejoint le groupe MGEN en 2003 comme administrateur. Il en sera président de la section Meurthe-et-Moselle pendant huit ans, puis il occupe différentes fonctions nationales : responsable des établissements de 2011 à 2013, vice-président aux questions de santé, sanitaires et sociales de 2013 à 2017 et vice-président délégué chargé du Budget, des Finances, des Risques et des Partenariats de 2017 à 2021. 
Homme de gauche, il assume être homosexuel. 

## Mandats et fonctions actuels
Eric Chenut est élu président de la Fédération nationale de la mutualité française, le 5 octobre 2021, il succède à Thierry Beaudet.  
Administrateur du groupe VYV et vice-président délégué de VYV 3 depuis 2017, membre du Conseil de surveillance de la Fondation de l’Avenir. Au sein de la Mutualité Française,  il est administrateur depuis 2014, il a été le président de l’espace fédéral d’éthique créé en 2018 à la suite des états généraux de la loi de bioéthique. 

## Engagements associatifs
Eric Chenut a été engagé dans la vie associative au sein notamment de la Ligue des droits de l'homme, de l’Association pour Adultes et Jeunes Handicapés (APAJH) ou comme président de Droit au savoir  de 2008 à 2012. Eric Chenut a une cécité totale depuis l’âge de 23 ans.
Depuis 2014, Éric Chenut préside l'association ADOSEN, association de prévention MGEN, chargée de la sensibilisation aux sujets de santé, citoyenneté et solidarité dans le secteur éducatif. 

## Prise de positions
Cette section ne s'appuie pas, ou pas assez, sur des sources secondaires ou tertiaires indépendantes du sujet. Le texte peut contenir des analyses inexactes ou inédites de sources primaires.
Pour l'améliorer, ajoutez-en, ou placez des modèles {{Source secondaire souhaitée}} ou {{Source secondaire nécessaire}} sur les passages mal sourcés. (juin 2024)
En novembre 2021, il fait face au débat  sur la "Grande sécu" qui vise à étendre le champ d’action de la sécurité sociale sur la prise en charge des frais médicaux. Opposé à cette option, il soutient que « cette «Grande Sécu» est un écran de fumée pour ne pas parler du vrai sujet: le déficit abyssal de l’Assurance-maladie » jugeant que ce projet est « une fausse promesse qui engendrera une médecine à deux vitesses »,. Il rappelle par ailleurs l'apport des mutuelles dans le système de santé actuelle .

## Publications
- L’émancipation, horizon de nos engagements mutuels, Fondation Jean Jaurès, éditions de l’Aube, novembre 2020 (essai).
- Le Numérique au service de l’Humain, ou comment promouvoir un usage en faveur de l’émancipation individuelle et collective, in Numérique, action publique et démocratie (CIRIEC, éditions Presses Universitaires de Rouen et du Havre – PURH), 2020.

## Distinction
Chevalier de la Légion d'honneur (décret du 29 décembre 2022)